# Sandinista!
Sandinista! va ser el quart àlbum de la banda de rock britànica The Clash, i el de major varietat musical dels que van realitzar. Es va publicar el 12 de desembre de l'any 1980 com un àlbum triple de 36 temes, 6 d'ells en cada cara.

## Història
L'àlbum va ser gravat l'any 1980 a Londres, Manchester, Jamaica i Nova York i produït per la mateixa banda, especialment per Joe Strummer i Mick Jones. Les versions dub d'algunes cançons van ser realitzades per Mikey Dread, que ja havia col·laborat amb la banda en el seu senzill "Bankrobber" de 1980.
Quan l'enregistrament va començar a Nova York, el baixista Paul Simonon estava ocupat gravant una pel·lícula per la qual cosa va ser reemplaçat breument pel baixista d'Ian Dury & the Blockheads, Norman Watt-Roy. Això va causar un conflicte quan Watt-Roy i el teclat Mick Gallagher, el seu company a Blockheads, van reclamar ser en part responsables de la composició del tema "The Magnificent Seven". A més, Dread es va ofendre per no haver estat acreditat com a productor de l'àlbum. Altres convidats en l'enregistrament van ser l'actor Tim Curry (que va col·laborar fent la veu d'un capellà a "The Sound of Sinners"), la cantant Ellen Foley (que era nòvia de Jones en aquesta època), el guitarrista de Richard Hell Iván Julián, i Tymon Dogg, amic de Strummer, que va tocar el violí, va cantar i se li acredita l'haver compost el tema "Lose This Skin". Dogg després s'uniria a la banda de Strummer The Mescaleros. Els fills de Mickey Gallagher també van formar part de l'enregistrament cantant junts una versió alternativa de "Career Opportunities" del primer àlbum de la banda, i la seva filla Maria, cantant part de "The Guns of Brixton", de l'àlbum London Calling, al final del tema "Broadway".
A Sandinista! per primera vegada els crèdits tradicionals atribuïts per la banda a la composició (Strummer/Jones) van ser substituïts per The Clash. Aquest va ser també l'únic àlbum de la banda en què els quatre membres van cantar algun tema.
Quatre cançons de les sessions que van donar lloc a Sandinista! van ser publicades com a senzills: "Bankrobber" (no inclosa a l'àlbum), "The Call Up", "Hitsville UK", i "The Magnificent Seven". Aquesta última cançó mereix l'esment de ser possiblement el primer senzill de hip-hop d'una banda britànica i el primer de rap fet per una banda de blancs.
Igual que amb London Calling, la banda va enganyar la seva companyia discogràfica per aconseguir que l'àlbum triple no resultés excessivament car per als seus seguidors. Existeixen dues versions pel que fa a aquest tema. Alguns diuen que els membres de la banda van demanar incloure gratis un senzill a l'àlbum doble, aconseguint d'aquesta manera imprimir tres discos abans que els executius de l'empresa discogràfica s'adonessin de la "trampa". D'altra banda, una altra versió assenyala que la banda va renunciar als seus guanys per l'àlbum per reduir el preu de venda del disc triple.
El títol Sandinista! prové d'una organització guerrillera esquerrana de Nicaragua, el Front Sandinista d'Alliberament Nacional, que un any abans havia enderrocat al dictador Anastasio Somoza. El nom de catàleg de l'àlbum, "FSLN1", fa referència a les inicials de l'organització.
En la cançó "Washington Bullets" es fa referència a conflictes i controvèrsies mundials en les quals moviments o partits esquerrans van tenir participació important com a Nicaragua, Xile, Cuba, l'Afganistan o el Tibet. Pel que fa als primers tres països, Strummer, autor de les lletres, es manifesta a favor del que considera moviments esquerrans populars; no obstant això, en els altres dos, critica obertament als governs comunistes de la URSS i de la Xina per les seves accions imperialistes. "Washington Bullets" és l'obra política més extensa i específica de Joe Strummer.
L'any 2020, Sandinista! va ser llistat en el lloc 323 en la llista de Rolling Stone dels 500 millors àlbums de tots els temps mentre que la revista Slant va llistar l'àlbum en la posició 85 de la seva llista de "Millors Àlbums dels 1980s" list.

## Lista de temes
Totes les cançons foren escrites i compostes per The Clash, excepte si s'indica el contrari. 
| 1.            | «The Magnificent Seven»   |                    | 5:28  |
| 2.            | «Hitsville UK»            | Jones, Ellen Foley | 4:20  |
| 3.            | «Junco Partner»           |                    | 4:53  |
| 4.            | «Ivan Meets G.I. Joe»     | Topper Headon      | 3:05  |
| 5.            | «The Leader»              |                    | 1:41  |
| 6.            | «Something About England» | Jones, Strummer    | 3:42  |
| Durada total: | Durada total:             | Durada total:      | 23:09 |

| 1.            | «Rebel Waltz»                                           |                        | 3:25  |
| 2.            | «Look Here»                                             | The Clash, Mikey Dread | 2:44  |
| 3.            | «The Crooked Beat»                                      | Paul Simonon           | 5:29  |
| 4.            | «Somebody Got Murdered»                                 | Jones                  | 3:34  |
| 5.            | «One More Time»                                         |                        | 3:32  |
| 6.            | «One More Dub» (versió dub de la cançó "One More Time") | Instrumental           | 3:34  |
| Durada total: | Durada total:                                           | Durada total:          | 22:18 |

| 1.            | «Lightning Strikes (Not Once but Twice)» |               | 4:51  |
| 2.            | «Up in Heaven (Not Only Here)»           | Jones         | 4:31  |
| 3.            | «Corner Soul»                            |               | 2:43  |
| 4.            | «Let's Go Crazy»                         |               | 4:25  |
| 5.            | «If Music Could Talk»                    |               | 4:36  |
| 6.            | «The Sound of Sinners»                   |               | 4:00  |
| Durada total: | Durada total:                            | Durada total: | 25:06 |

| 1.            | «Police on My Back»                                                                | Jones         | 3:15  |
| 2.            | «Midnight Log»                                                                     |               | 2:11  |
| 3.            | «The Equaliser»                                                                    |               | 5:47  |
| 4.            | «The Call Up»                                                                      |               | 5:25  |
| 5.            | «Washington Bullets»                                                               |               | 3:51  |
| 6.            | «Broadway» (features an epilogue of "The Guns of Brixton" sung by Maria Gallagher) |               | 5:45  |
| Durada total: | Durada total:                                                                      | Durada total: | 26:14 |

| 1.            | «Lose This Skin»                                                | Tymon Dogg      | 5:07  |
| 2.            | «Charlie Don't Surf»                                            | Strummer, Jones | 4:55  |
| 3.            | «Mensforth Hill» (versió de la cançó "Something About England") | Instrumental    | 3:42  |
| 4.            | «Junkie Slip»                                                   |                 | 2:48  |
| 5.            | «Kingston Advice»                                               | Strummer, Jones | 2:36  |
| 6.            | «The Street Parade»                                             |                 | 3:26  |
| Durada total: | Durada total:                                                   | Durada total:   | 22:34 |

| 1.            | «Version City»                                                   | Jones and Strummer            | 4:23           |
| 2.            | «Living in Fame» (versió dub de "If Music Could Talk")           | Dread                         | 4:36           |
| 3.            | «Silicone on Sapphire» (versió dub de "Washington Bullets")      |                               | 4:32           |
| 4.            | «Version Pardner» (versió dub de "Junco Partner")                |                               | 5:22           |
| 5.            | «Career Opportunities» (Re-recorded version sung by as credited) | Luke Gallagher, Ben Gallagher | 2:30           |
| 6.            | «Shepherds Delight» (versió dub de "Police & Thieves")           | Instrumental                  | 3:25           |
| Durada total: | Durada total:                                                    | Durada total:                 | 24:48 (144:09) |